# Isole Campbell
Le isole Campbell sono un gruppo di isole sub-antartiche appartenenti alla Nuova Zelanda. Esse consistono dell'isola Campbell, l'isola principale, e di numerose altre isolette, fra le quali l'isola Dent, Folly Island e l'isola Jacquemart. Insieme alle isole Auckland, Bounty, Antipodi e Snares, le isole Campbell sono state inserite nel 1998 nell'elenco dei patrimoni dell'umanità dell'UNESCO, col nome unitario di Isole sub-antartiche della Nuova Zelanda.

## Isole dell'arcipelago

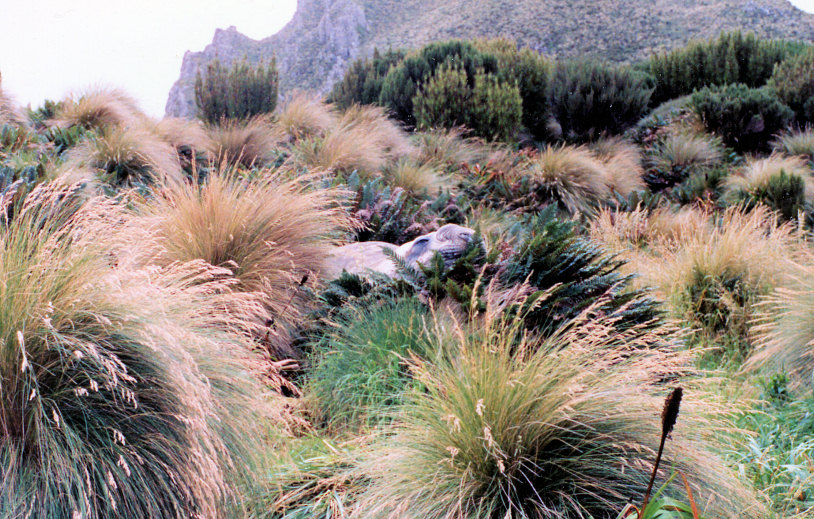
Un giovane elefante marino che si riposa fra l'erba

- Isola Campbell (chiamata in lingua māori Motu Ihupuku) è la maggiore dell'arcipelago, estendendosi su di una superficie di 115 chilometri quadrati. L'isola ha una forma molto irregolare, ricca di falesie e di montagne che, nella parte meridionale, superano i 500 metri di altezza. È quasi tagliata a metà da un lungo fiordo, Perseverance Harbour, che sbocca in mare sulla costa orientale. L'isola è stata scoperta nel 1810 da Frederick Hasselborough, a bordo del suo brigantino Perseverance, adibito alla caccia alle foche, posseduto dalla compagnia Campbell & Co., con base a Sydney (Australia), da cui il nome delle isole. Immediatamente vi venne installata una base per la caccia dei pinnipedi, portati sull'orlo dell'estinzione. Durante la Seconda guerra mondiale a Tucker Cove, sulle coste settentrionali di Perseverance Harbour, era operativa una stazione guardacoste. Alla fine della guerra l'edificio venne convertito in stazione meteorologica e utilizzato fino al 1958, quando venne costruita una nuova stazione a Beeman Cove (poche centinaia di metri a est della vecchia). Fino al 1995 era presente una piccola comunità di scienziati per far funzionare questa piccola stazione meteorologica, che a partire da quell'anno fu resa totalmente automatica. Oggi la presenza umana è limitata a periodiche visite di gruppi di ricercatori e spedizioni scientifiche. Nel 2001 ebbe successo l'opera di sradicamento di surmolotti, una specie di roditori introdotti due secoli prima; questa è la più grande opera di derattizzazione al mondo mai portata a termine, confermata da uno studio condotto nel 2003.  Da quel momento la vegetazione e le popolazioni di invertebrati dell'isola si sono grandemente riprese, sono tornate a nidificare numerose specie di uccelli marini ed è stata reintrodotta l'alzavola delle Isole Campbell, uno degli uccelli più rari al mondo. [collegamento interrotto]
- Isola Dent si trova circa 3 chilometri a ovest dell'Isola Campbell ed è poco più di uno scoglio: si estende infatti per soli 26 ettari. L'alzavola delle isole Campbell (Anas nesiotis) venne ritenuta estinta per oltre cento anni prima che un piccolo gruppo venisse ritrovato proprio su Dent, nel 1975, a causa dell'assenza di predatori (soprattutto i ratti che ne avevano causato l'estinzione sull'isola principale dell'arcipelago). La maggior parte della superficie dell'isola è rocciosa, limitando ulteriormente lo spazio disponibile a qualunque tipo di habitat rispetto ai suoi 26 ettari.
- Isola Jacquemart è considerata il punto più meridionale della Nuova Zelanda (o meglio, lo è uno scoglio che si trova 50 metri a sud dell'isoletta).
- Isola Folly